# 穆占英
穆占英（1955年8月—）籍贯河北束鹿，中华人民共和国官员。

## 生平
穆占英是中国共产党党员。1971年为核工业第23建设公司4处工人。1978年，自上海同济大学给排水专业毕业，大学普通班学历。此后历任核工业第23公司助理工程师、1工区副主任、主任。1988年，任核工业第23公司副经理、副总经理兼总经济师。其间，1992年9月到1993年7月在中央党校一年制中青年干部培训班学习。
1994年，任中国核工业总公司建筑安装工业局副局长（正局级）、党组书记。1999年，任中国核工业建设集团公司总经理、党组书记（后兼中国核工业建设股份有限公司董事长）。其间，1998年3月到2000年3月在中国人民大学工商管理课程高级进修班学习；1999年10月到11月，在国家行政学院国有重点骨干企业领导人员培训班学习；2000年1月，在国家行政学院WTO知识培训班学习。
2012年10月15日，调任国有重点大型企业监事会主席（副部长级），分管第24办事处，负责对中国核工业集团公司、中国航空发动机集团有限公司、中国国际工程咨询公司、中国中钢集团公司、中国冶金地质总局履行监督职责。
穆占英先后获“四川省国防工业系统优秀共产党员”、“中国核工业总公司劳动模范”等荣誉称号。2004年被批准享受政府特殊津贴。穆占英是中国共产党第十六次、第十七次全国代表大会代表、大会主席团成员，第十届全国政协委员。2008年当选第十一届全国政协委员，代表经济界，分入第三十四组。2018年1月，当选第十三届全国政协委员。